# Pico do Arieiro
De Pico do Arieiro (Portugees: Pico do Areeiro) is een bergtop op het Portugese eiland Madeira. De Pico do Arieiro heeft een hoogte van 1818 meter, De  prominentie van slechts 248 meter wordt bepaald door een bergpas op 1.570 meter. De Pico do Arieiro heeft een dominantie van 1,55 kilometer, zijnde de afstand tot de hogere Pico das Torres (1847 meter).
De Pico do Arieiro is na de Pico Ruivo (1862 meter) en de Pico das Torres de hoogste berg van Madeira.
De Pico do Arieiro ligt net als de andere toppen centraal in het oostelijk deel van Madeira, op het grondgebied van de gemeente Santana. De Pico do Arieiro is zeer eenvoudig te beklimmen en is dan ook veruit de meest beklommen bergtop van het eiland. Vanop de Poiso-Pass voert een autoweg tot aan een uitkijkpunt met parking en souvenirshop, een radarkoepel en zendmasten, op 50 meter van de top. Er zijn ook verbindende wandelpaden, onder meer vanaf de Pico Ruivo, relatief eenvoudig te beklimmen door een geoefende bergwandelaar.

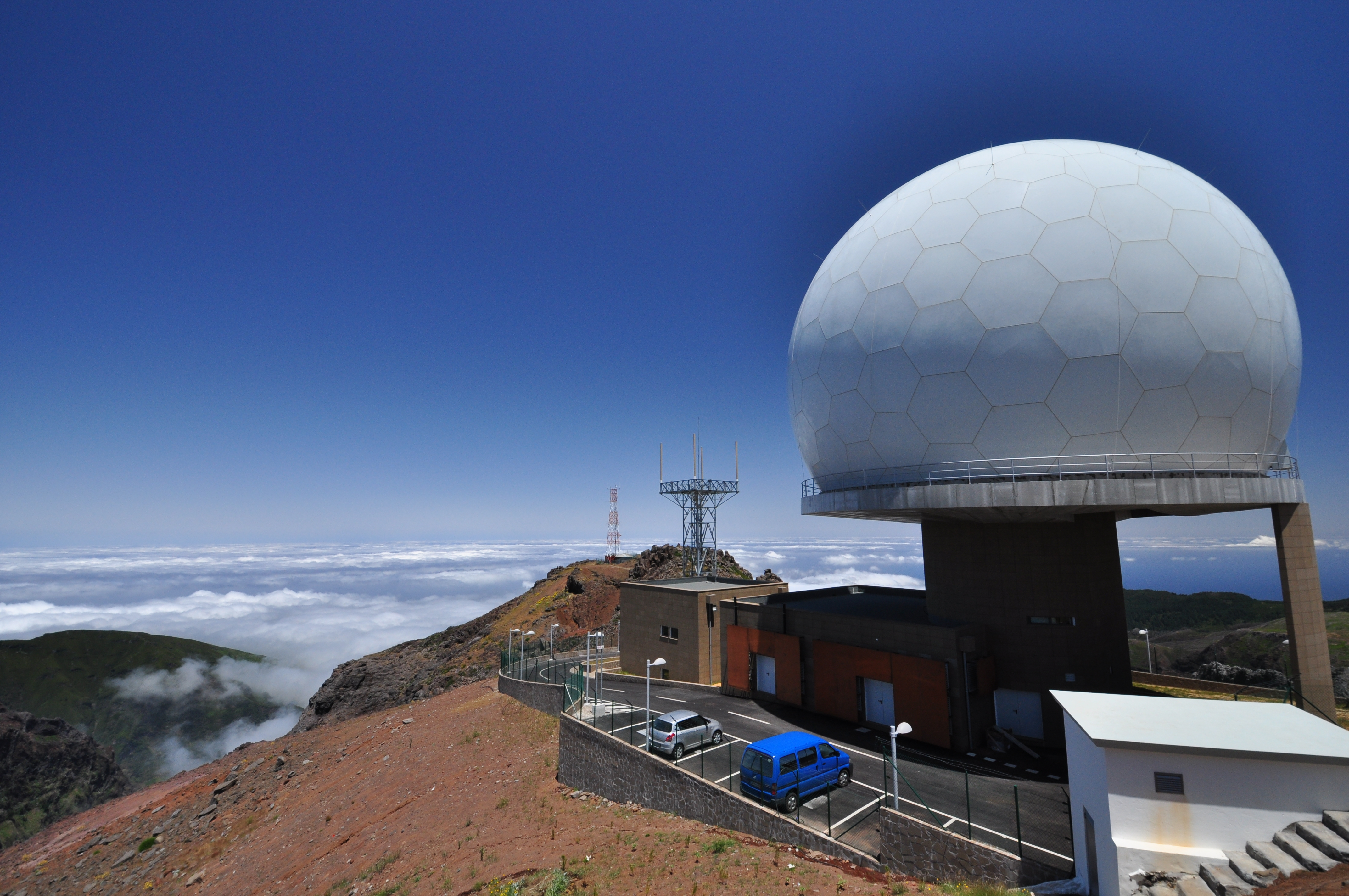
Zicht vanop de top op nabijgelegen parking, zendmasten en radarkoepel